# 붉은 셔츠단
붉은 셔츠단(이탈리아어: Camicie Rosse) 또는 붉은 코트단(이탈리아어: Giubbe Rosse)은 이탈리아 애국주의자인 주세페 가리발디와 그의 아들 리치오티 가르발디를 따라다닌 자원군을 일컫는 말이다. 붉은 셔츠단은 1840년대부터 1910년대까지 활동했으며, "가리발디니"라 불리는 셔츠의 색에서 단체의 이름이 탄생했다.
우루과이 내전 당시 콜로라도당을 지지했던 이탈리아 군단에서 비롯된 붉은 셔츠단은 이탈리아의 통일 당시 오스트리아 제국, 양시칠리아 왕국, 교황청 등과의 전쟁에서 승리를 거두었다. 특히 주세페 가리발디는 1860년 1000명의 원정 당시 붉은 셔츠단을 이끌고 시칠리아와 남부 이탈리아, 마르체, 움브리아를 병합하였고, 이후 새로운 이탈리아 왕국의 건국에 이바지했다. 주세페 가리발디의 활동으로 인해, 주세페 가리발디는 "두 세계의 영웅"으로 알려지게 되었다. 가리발디의 아들인 리치오티는 1897년 그리스-튀르크 전쟁과 제1차 발칸 전쟁에서 붉은 셔츠단 일부 단원을 이끌고 참전했다.
붉은 셔츠단은 이후 세계 곳곳에 영향을 남겼다. 남북 전쟁 당시 북군의 가리발디 보위대와 제6연대 유럽 여단은 붉은 셔츠를 유니폼으로 입었다. 가리발디 셔츠는 유럽에서 가장 인기 있는 복장 중 하나로, 이탈리아 내외에서 여성들의 패션이 되었다.